# Nick Adams (Rennfahrer)

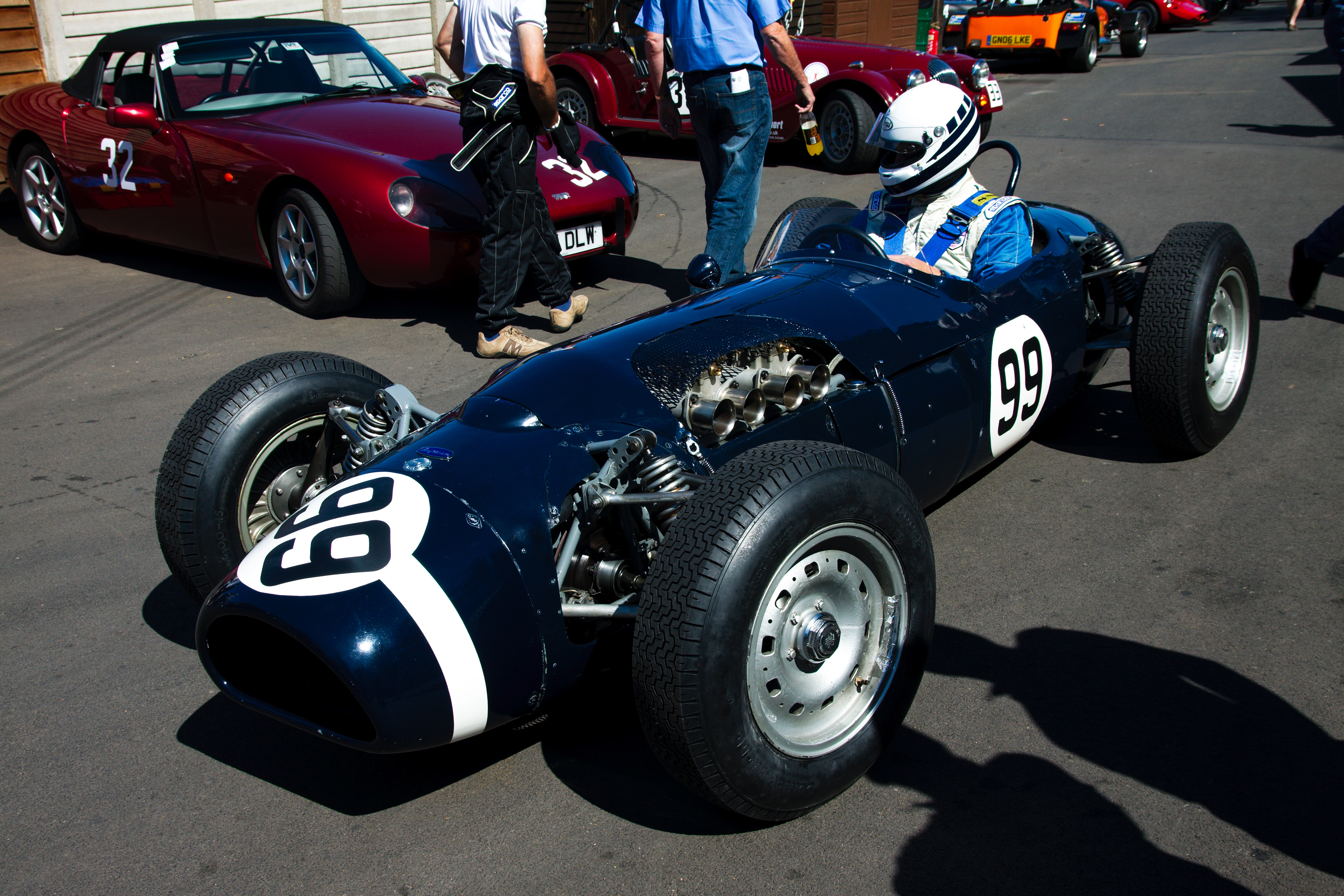
2014 begann Nick Adams mit dem historischen Motorsport. Seit 2016 ist ein Ferguson P99 sein Einsatzfahrzeug

Nicholas John „Nick“ Adams (* 7. August 1948 in Braunton) ist ein ehemaliger britischer Autorennfahrer.

## Karriere als Rennfahrer
Nach den Anfangsjahren, die Nick Adams mit Einsätzen bei Sportwagen-Clubrennen verbrachte, begann seine internationale Karriere 1980 in der britischen Formel-Atlantic-Meisterschaft, die er als Gesamtzehnter (Meister David Leslie) beendete. Nach einem weiteren Jahr in dieser Rennserie kehrte er erst 1985 wieder auf die Rennpisten zurück.
Ab 1985 bestritt Adams fast ausschließlich Sportwagen- und GT-Rennen. Er fuhr in der Sportwagen-Weltmeisterschaft und gab im selben Jahr sein Debüt beim 24-Stunden-Rennen von Le Mans. Bis 1995 war er neunmal beim 24-Stunden-Rennen in Westfrankreich am Start. Erst bei seinem letzten Einsatz gelang ihm eine Zielankunft. Gemeinsam mit Richard Jones und Gérard MacQuillan steuerte er einen Porsche 911 GT2 an die 17. Stelle der Gesamtwertung. Die beste Platzierung in der Sportwagen-Weltmeisterschaft war der 6. Endrang beim 1000-km-Rennen von Suzuka 1992, herausgefahren mit dem Teamkollegen Ferdinand de Lesseps auf einem Spice SE89C.
Nach dem Ende der Weltmeisterschaft 1992 verlegte Adams seine Aktivitäten in britische GT-Serien. 2005 wurde er Gesamtsiebter in der GT3-Klasse der britischen GT-Meisterschaft. Seine professionelle Karriere endete mit dem Ablauf der Saison 2006. 2014 begann er mit Starts im historischen Motorsport, wo er mit einem Lola T70 Mk.I Spyder und einem Ferguson P99 nach wie vor an den Start geht.

## Statistik

### Le-Mans-Ergebnisse
| Jahr | Team                    | Fahrzeug        | Teamkollege       | Teamkollege       | Platzierung     | Ausfallgrund    |
| ---- | ----------------------- | --------------- | ----------------- | ----------------- | --------------- | --------------- |
| 1985 | Team Labatt             | Gebhardt JC853  | John Graham       | Frank Jelinski    | nicht klassiert |                 |
| 1986 | John Bartlett Racing    | Bardon DB1      | Richard Jones     | Robin Donovan     | nicht klassiert |                 |
| 1987 | Chamberlain Engineering | Spice SE86C     | Richard Jones     | Graham Duxbury    | nicht klassiert |                 |
| 1988 | Chamberlain Engineering | Spice SE86C     | Richard Jones     | Martin Birrane    | Ausfall         | Getriebeschaden |
| 1989 | Chamberlain Engineering | Spice SE88C     | Fermín Vélez      | Luigi Taverna     | Ausfall         | Ventilschaden   |
| 1990 | MOMO Gebhardt Racing    | Porsche 962C    | Giampiero Moretti | Günther Gebhardt  | Ausfall         | Getriebeschaden |
| 1991 | Euro Racing Chamberlain | Spice SE89C     | Richard Jones     | Robin Donovan     | Ausfall         | Elektrikschaden |
| 1993 | Chamberlain Engineering | Spice SE89C     | Andy Petery       | Hervé Regout      | Ausfall         | Motorschaden    |
| 1995 | Richard Jones           | Porsche 911 GT2 | Richard Jones     | Gérard MacQuillan | Rang 17         |                 |

### Einzelergebnisse in der Sportwagen-Weltmeisterschaft
| Saison | Team                                      | Rennwagen                 | 1   | 2   | 3   | 4   | 5   | 6   | 7   | 8   | 9   | 10  | 11  |
| ------ | ----------------------------------------- | ------------------------- | --- | --- | --- | --- | --- | --- | --- | --- | --- | --- | --- |
| 1985   | Gebhardt Engineering ADA Engineering      | Gebhardt JC853            | MUG | MON | SIL | LEM | HOK | MOS | SPA | BRH | FUJ | SEL |     |
| 1985   | Gebhardt Engineering ADA Engineering      | Gebhardt JC853            |     |     | 14  | DNF |     |     |     | 10  |     |     |     |
| 1986   | Bartlett Racing Gebhardt Motorsport       | Bardon DB1 Gebhardt JC853 | MON | SIL | LEM | NÜN | BRH | JER | NÜR | SPA | FUJ |     |     |
| 1986   | Bartlett Racing Gebhardt Motorsport       | Bardon DB1 Gebhardt JC853 |     | DNF | DNF |     | DNF | DNF | DNF |     |     |     |     |
| 1987   | Chamberlain Engineering Spice Engineering | Spice SE86C Spice SE87C   | JAR | JER | MON | SIL | LEM | NÜN | BRH | NÜR | SPA | FUJ |     |
| 1987   | Chamberlain Engineering Spice Engineering | Spice SE86C Spice SE87C   |     |     | DNF | DNF | DNF | 8   | 15  | 16  | 20  |     |     |
| 1988   | Chamberlain Engineering                   | Spice SE86C               | JER | JAR | MON | SIL | LEM | BRÜ | BRH | NÜR | SPA | FUJ | SAN |
| 1988   | Chamberlain Engineering                   | Spice SE86C               | DNF | 12  | DNF | DNF | DNF | 10  | DNF | 14  | 9   |     | 9   |
| 1989   | Chamberlain Engineering                   | Spice SE86C Spice SE89C   | SUZ | DIJ | JAR | BRH | NÜR | DON | SPA | MEX |     |     |     |
| 1989   | Chamberlain Engineering                   | Spice SE86C Spice SE89C   | 23  | 11  | 13  | 8   | DNF | 15  | 13  | 14  |     |     |     |
| 1990   | Chamberlain Engineering                   | Spice SE90C Spice SE89C   | SUZ | MON | SIL | SPA | DIJ | NÜR | DON | MOT | MEX |     |     |
| 1990   | Chamberlain Engineering                   | Spice SE90C Spice SE89C   |     | DNF | 17  | DNF | 14  | DNF | DNF |     |     |     |     |
| 1991   | Euro Racing                               | Spice SE89C               | SUZ | MON | SIL | LEM | NÜR | MAG | MEX | AUT |     |     |     |
| 1991   | Euro Racing                               | Spice SE89C               | DNF |     |     |     |     |     |     |     |     |     |     |
| 1992   | Chamberlain Engineering                   | Spice SE89C               | MON | SIL | LEM | DON | SUZ | MAG |     |     |     |     |     |
| 1992   | Chamberlain Engineering                   | Spice SE89C               |     |     |     |     | 6   | 7   |     |     |     |     |     |